# Olimp Grodków
Uczniowski Klub Sportowy Olimp Grodków – polski klub piłki ręcznej, założony w 1972 w Grodkowie. Od 2013 występuje w I lidze.

## Historia
Klub powstał z inicjatywy Zdzisława Zielonki. W latach 1972–2008 szkolił jedynie juniorów. W 2008 utworzono zespół seniorów, który przystąpił do rozgrywek II ligi. W sezonie 2012/2013 zajął w niej 2. miejsce, oznaczające grę w barażach o awans do I ligi – najpierw pokonał w nich Wisłę Sandomierz, a później przegrał z ASPR Zawadzkie (18:27; 26:27). Ze względu na wycofanie z rozgrywek ASPR, Olimp Grodków otrzymał propozycję występów w I lidze, z której skorzystał.
W I lidze Olimp zadebiutował we wrześniu 2013, przegrywając z Siódemką Miedź Legnica (22:23). Pierwsze zwycięstwo odniósł w 3. kolejce, pokonując Zagłębie Sosnowiec (27:21). W sezonie 2013/2014 klub z Grodkowa wygrał 13 spotkań i tyle samo przegrał. W tabeli uplasował się na 7. miejscu. W kolejnych rozgrywkach (2014/2015) zwyciężył w 14 z 26 meczów, zajmując 4. miejsce w I lidze. Najskuteczniejszym zawodnikiem Olimpu był Łukasz Gradowski, który rzucił 123 bramki. W sezonie 2015/2016 zespół zajął 12. miejsce w Grupie B, co oznaczało rozegranie baraży o utrzymanie się w I Lidze na sezon 2016/2017. W dwumeczu przegrał walkę o utrzymanie w I Lidze, jednak w związku z poszerzeniem zawodowej PGNiG Superligi do14 drużyn - pojawiła się szansa na udział w rozgrywkach I Ligi, z czego władze klubu skorzystały.
W latach 2011–2013 funkcjonował również zespół żeński, który występował w II lidze.

## Osiągnięcia
- I liga:
  - 4. miejsce: 2014/2015
  - I miejsce w II lidze grupy Dolnośląskiej, w sezonie 2017/2018. Awans bezpośredni do I ligi.